# تشارلي سكوت
تشارلي سكوت (بالإنجليزية: Charlie Scott) هو لاعب كرة قدم بريطاني في مركز الوسط، ولد في 2 سبتمبر 1997 في ستوك أون ترينت في المملكة المتحدة. لعب مع نادي ألترينتشام.